# Ocho por ocho
Ocho por ocho fue una revista española de ajedrez, dirigida por el maestro Román Torán Albero, quien fue su director durante los veinte años en que se publicó. La revista comenzó como una publicación bimensual, periodicidad con la que se mantuvo durante su primer año de publicación.
Román Torán Albero desempeñó el cargo de presidente adjunto de la Federación Internacional de Ajedrez (fide) desde 1982 y hasta 1990. Durante este tiempo, entabló una buena amistad con el campeón mundial de ajedrez Anatoli Kárpov. Cuando Gari Kaspárov aparece en escena para el polémico Campeonato Mundial de 1984 —torneo anulado por el entonces presidente de la fide, el filipino Florencio Campomanes—, Torán Albero se ganó la enemistad declarada de Kaspárov, quien lo acusó de favorecer los intereses de Kárpov en los encuentros que ambos disputaron por el título mundial de ajedrez.
No obstante, a lo largo de sus próximas ediciones, la revista siempre dio las noticias relacionadas con los dos competidores, Kárpov y Kaspárov, en sendos torneos que ambos ganaran.
Como informador recomendado por la fide, el sello de la Federación estuvo presente en la portada de la revista hasta su número xxi, de enero de 1984, edición en la que se quita. El sello vuelve a estar presente en los últimos números de la revista.

## Años ochenta
La revista tenía un formato de cartilla. Su notación era la notación descriptiva tradicional del ajedrez.
Durante su quinto año publicaba artículos bajo el título «Reyes sin corona», donde rendía tributo a legendarios jugadores que estuvieron cerca de ganar la corona, como Frank Marshall, Akiba Rubinstein y Ulf Andersson, entre otros.
Otras secciones de la revista trataban sobre líneas de apertura y estudios de finales; también una sección con problemas, desglosados en cinco tipos de ejercicios.

## Años noventa
El tiraje se hace en un formato más grande, como las demás revistas, en papel satinado y a tres columnas por página. Ya con la aparición de la compañía comercializadora de software de ajedrez ChessBase, mejoró la diagramación de los tableros.
En la edición de enero de 1992, la revista cambia su formato de anotación de partidas: abandona el sistema descriptivo y opta por la notación algebraica abreviada.
La sección de «Reyes sin corona» desaparece; también la de problemas tácticos, pero la revista consigue el aporte de grandes maestros, como Alexéi Shírov, Vasely Topalov y Anatoli Kárpov, quienes analizan partidas propias. El mismo Kárpov analizó en la revista las partidas que lo alejaron del ciclo de candidatos de 1992, lo que no fue del halago del campeón por oficio Kaspárov. La revista no publicó el resultado de la famosa partida entre la supercomputadora Deep Blue y Kaspárov, en febrero de 1996.

## Última edición
La revista deja de publicarse en diciembre de 2000. La razón de su cierre responde a la gran influencia de internet como medio de información por excelencia del ajedrez: páginas como Twic o The Chess Café ya empezaban, a mediados de los noventa, a publicar boletines y partidas narradas, sitios apoyados por los nuevos motores de ajedrez.
Muchas otras revistas de ajedrez desaparecen en el periodo 1998-2005, como la también conocida Jaque, con una trayectoria de medio siglo de publicación.
El artículo principal de ese último número de Ocho por ocho fue el de la derrota de Kaspárov ante Vladímir Krámnik, por la corona mundial; pese a no tener el respaldo de la fide, el torneo se consideró «el campeonato mundial de oficio».
- Datos: Q6048440